# King Gizzard & the Lizard Wizard
A King Gizzard & the Lizard Wizard ausztrál metal/rock együttes. Habár stílusilag főként ebbe a két műfajba tartoznak, zenéjükben több műfajt vegyítenek, kezdve a hard rockon át a fúziós jazzen keresztül egészen a thrash metalig. 2010-ben alakultak Melbourne-ben. A zenekar 2016-os albumával elnyerte az ARIA díjat a "legjobb hard rock/heavy metal album" kategóriában.

## Története
Az együttes tagjai Deniliquin, Melbourne és Geelong városokban nőttek fel. Eleinte csak hobbi szinten zenéltek, majd egy barátjuk megkérte őket, hogy játszanak egy rendezvényen. A zenekar neve az "utolsó pillanatban" alakult ki. Mackenzie a "Gizzard Gizzard" nevet szerette volna adni az együttesnek, míg egy másik tag Jim Morrison becenevét, a "Lizard King"-et (jelentése: "Gyík király"). A két név keresztezéséből alakult ki a "King Gizzard and the Lizard Wizard" elnevezés. Első kiadványaik kislemezek voltak: a "Sleep/Summer" és a "Hey There"/"Ants & Bats" 2010-ben jelentek meg, saját kiadásban. Első EP-jük 2011-ben jelent meg.
Második EP-jük ugyanebben az évben került piacra. A Beat Magazine pozitív kritikával illette.A lemez ausztrál független kiadó Shock Records támogatásával készült el.
Első nagylemezük 2012-ben jelent meg. Az albumot az együttes különleges módon rögzítette. Például a címadó dalt egy szobában elhelyezett négy darab iPhone-nal vették fel, amelyek közül Mackenzie egybe énekelt.
A zenekar eddigi pályafutása alatt 27 nagylemezt, két EP-t és hat koncertalbumot adott ki. 2020-ban egy koncertfilm is megjelent.

## Zenei stilusuk
A zenekar zenéje több stílusba sorolható, például a pszichedelikus rock, a garázsrock, az acid rock, a progresszív rock, a pszichedelikus pop, az indie rock, a neo-pszichedélia, és a thrash metal műfajaiba. A Sketches of Brunswick East című lemezük a soft rock műfajába is sorolható. 2021-es "Butterfly 3000" című lemezükön pedig pszichedelikus pop, szintipop, dance-pop, neo-psychedelia és dream pop zenét játszanak.

## Tagok
- Stu Mackenzie – ének, gitár, billentyűk, zongora, szintetizátor, Mellotron, furulya, basszusgitár, szaxofon, klarinét, szitár, zurna, ütős hangszerek
- Ambrose Kenny-Smith - ének, harmonika, billentyűk, szintetizátor, orgona, zongora, gitár, ütős hangszerek
- Joey Walker - gitár, billentyűk, szintetizátor, basszusgitár, ének, orgona, ütős hangszerek
- Cook Craig - gitár, basszusgitár, ének, szintetizátor, billentyűk
- Lucas Harwood - basszusgitár, billentyűk, zongora, ének
- Michael Cavanagh - dob, ütős hangszerek, ének

Korábbi tagok
- Eric Moore - dob, ütős hangszerek, menedzselés, teremin, billentyűk, ének (2010-2020)

## Diszkográfia
- Teenage Gizzard (2011)
- Willoughby's Beach (2011)
- 12 Bar Bruise (2012)
- Eyes Like the Sky (Broderick Smith-szel, 2013)
- Float Along – Fill Your Lungs (2013)
- Oddments (2014)
- I'm in Your Mind Fuzz (2014)
- Quarters! (2015)
- Paper Mâché Dream Balloon (2015)
- Nonagon Infinity (2016)
- Flying Microtonal Banana (2017)
- Murder of the Universe (2017)
- Sketches of Brunswick East (a Mild High Clubbal, 2017)
- Polygondwanaland (2017)
- Gumboot Soup (2017)
- Fishing for Fishies (2019)
- Infest the Rats' Nest (2019)
- K.G. (2020)
- L.W. (2021)
- Butterfly 3000 (2021)
- Made in Timeland (2022)
- Omnium Gatherum (2022)
- Ice, Death, Planets, Lungs, Mushrooms and Lava (2022)
- Laminated Denim (2022)
- Changes (2022)
- PetroDragonic Apocalypse: or, Dawn of Eternal Night: An Annihilation of Planet Earth and the Beginning of Merciless Damnation (2023)
- The Silver Cord (2023)